# Имоложье
Имоложье — озеро в Тверской области России, в Вышневолоцком районе. Озеро принадлежит бассейну Мсты, оно соединено протокой с небольшим озером Зиряево, из которого вытекает речка Радунка, впадающая через 7,5 километра в озеро Мстино, из которого берёт начало Мста.
Площадь озера Имоложье 7,63 км², длина 8,1 км, ширина до 1,83 км. Высота над уровнем моря — 158 метра, длина береговой линии 25,42 километра, наибольшая глубина — 12 метров, средняя глубина 3,75 метра. Площадь водосборного бассейна — 130 км².
Озеро имеет сложную форму, слегка вытянуто с севера на юг. Берега низменные, местами заболоченные, заросшие хвойными и смешанными лесами. В нескольких местах к озеру подходят сельскохозяйственные угодья, на берегах озера несколько небольших деревень. Происхождение озера моренно-подпрудное.
В южной части озеро подходит практически вплотную к платформе Академическая железной дороги Москва — Санкт-Петербург. Имоложье соединено короткими протоками с несколькими соседними озёрами меньшего размера — Островно (на юг, по другую сторону железной дороги), Бельское и Коломенское (на запад), Боровенское (на северо-восток), Змияево (на восток). Сток из озера через протоку в восточной части в озеро Зиряево и далее через Радунку в Мстино.
Вблизи озера находился Имоложский (Имоволожский) погост (округ) Новгородской земли, упоминающийся в берестяных грамотах XII века.
Озеро обладает рекреационным потенциалом, используется для отдыха и рыбалки жителями Вышнего Волочка, расположенного в 20 километрах к югу. В пик половодья иногда используется как начало водного похода по Мсте.
В деревне Остров на восточном берегу озера остатки усадьбы князя А. А. Ширинского-Шихматова.